# Вионе
Вионе (итал. Vione) је насеље у Италији у округу Бреша, региону Ломбардија.
Према процени из 2011. у насељу је живело 272 становника. Насеље се налази на надморској висини од 1244 м.

## Становништво
| 1931. | 1936. | 1951. | 1961. | 1971. | 1981. | 1991. | 2001. | 2011. |
| ----- | ----- | ----- | ----- | ----- | ----- | ----- | ----- | ----- |
| 1.541 | 1.449 | 1.467 | 1.458 | 1.166 | 1.002 | 913   | 758   | 723   |